# Coryphantha pseudonickelsae
Coryphantha pseudonickelsae är en kaktusväxtart som beskrevs av Curt Backeberg. Coryphantha pseudonickelsae ingår i släktet Coryphantha, och familjen kaktusväxter. Inga underarter finns listade i Catalogue of Life.